# Crocidura rhoditis
Crocidura rhoditis är en däggdjursart som beskrevs av Miller och Hollister 1921. Crocidura rhoditis ingår i släktet Crocidura och familjen näbbmöss. IUCN kategoriserar arten globalt som livskraftig. Inga underarter finns listade i Catalogue of Life.
Denna näbbmus förekommer på Sulawesi med undantag av de östliga halvöarna. Den lever i kulliga områden och i bergstrakter mellan 200 och 3000 meter över havet. Arten vistas i ursprungliga skogar och i områden med skogsbruk.